# لويس كول (يوتيوبي)
لويس كول (بالإنجليزية: Louis Cole) هو يوتيوبي بريطاني، ولد في 28 أبريل 1983 في سري في المملكة المتحدة.